# Tetramethylphenylendiamin
Tetramethylphenylendiamin (TMPD), genauer N,N,N′,N′-Tetramethyl-1,4-phenylendiamin, ist ein Derivat des p-Phenylendiamins. Es ist eine aromatische organische Verbindung und bildet farblose, lichtempfindliche, blättrige Kristalle mit charakteristischem Geruch.

## Eigenschaften
Tetramethyl-p-phenylendiamin bildet, wie alle Derivate des p-Phenylendiamins, bei Abgabe eines Elektrons stabile, farbige Semichinondiimin-Radikal-Kationen (Wurster-Blau). Durch weitere Abgabe eines Elektrons entstehen farblose Chinondiimine-Dikationen.

## Verwendung
TMPD findet Verwendung als Redoxindikator. In der Mikrobiologie wird TMPD (Kovacs-Reagenz) zum Nachweis des Enzyms Cytochrom-c-Oxidase in Zellen verwendet (Oxidase-Test).

## Andere Bezeichnungen
- Wurster-Blau Reagenz, nach Casimir Wurster (1854–1913). Wurster verwendete es zum Nachweis von Holzschliff in der Papieranalyse, ebenso wie Dimethylphenylendiamin (Wursters Rot).